# Troyan (obchtina)
Troyan (bulgare : Троян) est une obchtina de l'oblast de Lovetch en Bulgarie.